# Zygmunt Szczęsny Feliński
Zygmunt Szczęsny Feliński (1. listopadu 1822, Vojutin – 17. září 1895, Krakov) byl polský římskokatolický duchovní, arcibiskup varšavský a poté titulární arcibiskup z Tarsu, zakladatel kongregace Sester františkánek Mariiny rodiny. Katolická církev jej uctívá jako světce.

## Život

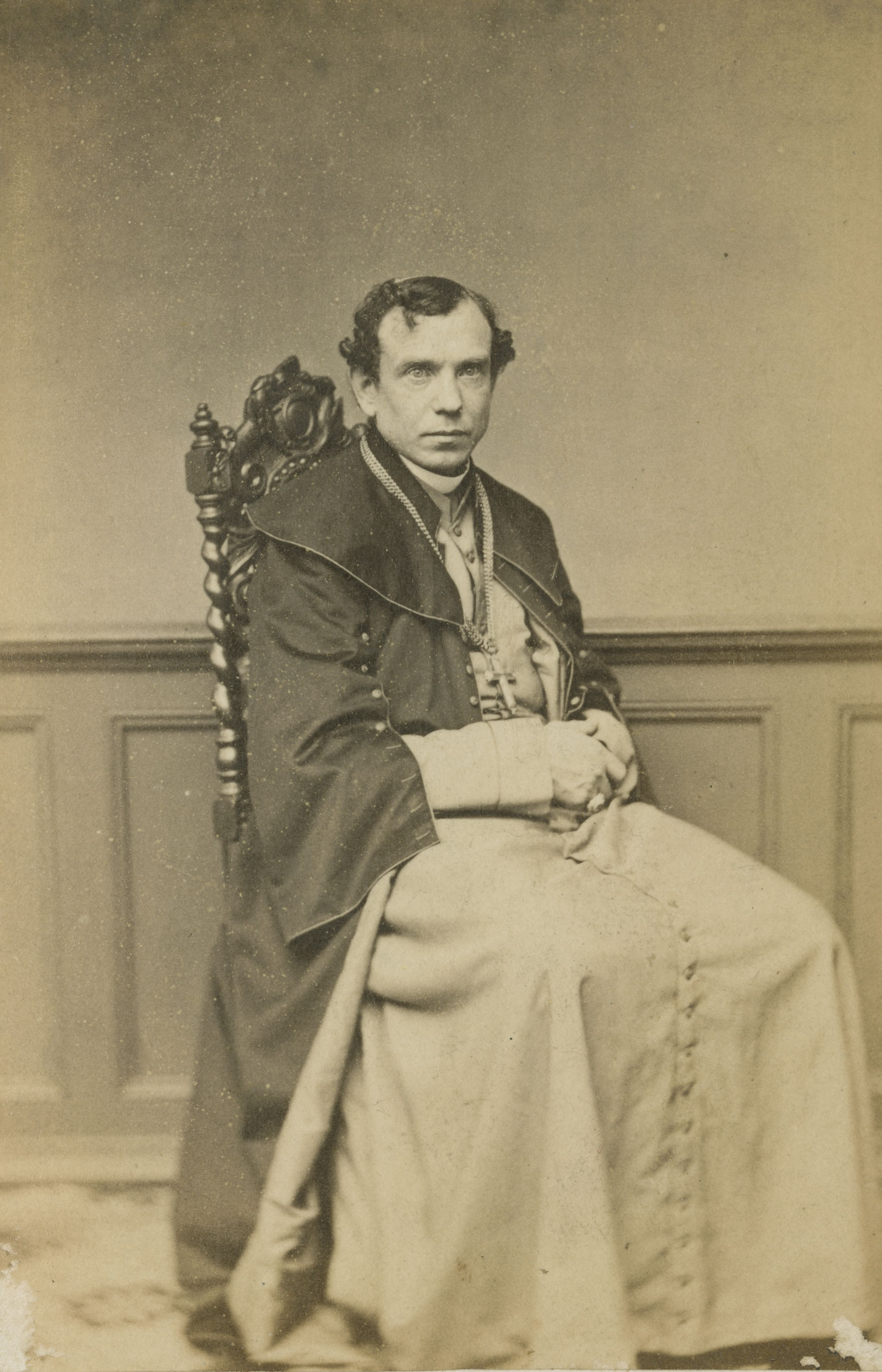
Jeho fotografický portrét

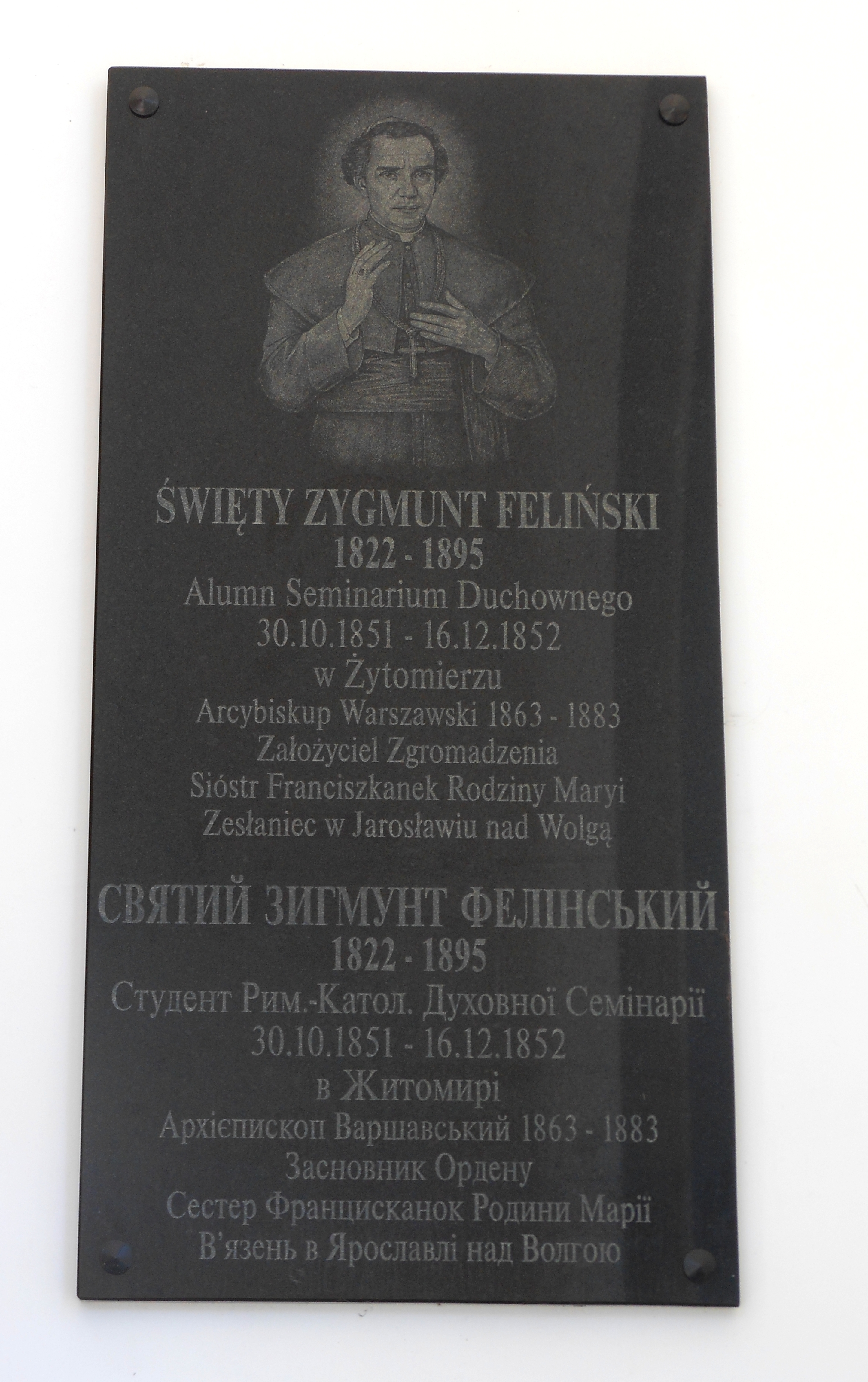
Jeho pamětní deska v Žytomyru, kde absolvoval kněžský seminář

### Raná léta a kněžství
Narodil se dne 1. listopadu 1822 ve vesnici Vojutin na dnešní Ukrajině jako sedmé z jedenácti dětí rodičům Gerardu Felińskému a Ewě Felińské. Jeho otec, který pracoval u soudu v Žytomyru zemřel dne 10. ledna 1833 na tuberkulózu. Roku 1838 byla jeho matka vyhoštěna na Sibiř kvůli její korespondenci s revolucionářem Szymonem Konarskim.
Po absolvování střední školy v letech 1840–1844 studoval matematiku na Lomonosovově univerzitě v Moskvě. Roku 1847 odešel do Paříže, kde studoval francouzskou literaturu na tamější univerzitě a na Collège de France. V Paříži se znal s polskými exulanty Adamem Mickiewiczem a Juliusze Słowackim. Roku 1848 se zúčastnil Velkopolského povstání proti pruské nadvládě v Poznani, které skončilo neúspěchem. V letech 1848–1851 pobýval v Paříži a v Mnichově.
Roku 1851 se vrátil do Polska, kde vstoupil do kněžského semináře v Žytomyru. Studoval na římskokatolické teologické akademii v Petrohradě. Dne 13. února 1855 přijal jáhenské svěcení. Dne 8. září 1855 jej arcibiskup mohilevský Ignacy Holowiński vysvětil na kněze. Poté působil do roku 1857 jako farní vikář ve farnosti sv. Kateřiny v Petrohradě, kde se stal také profesorem teologické akademie.
Věnoval se zde také charitativním činnostem, kdy roku 1856 založil charitativní organizaci „Obnova pro chudé“. Roku 1857 založil ženskou řeholní kongregaci Sester františkánek Mariiny rodiny, jejíž členky se věnují pomoci potřebným.
Roku 1861 začal působit ve varšavské arcidiecézi.V té době docházelo k napětí mezi polskými nacionalisty a ruskými úřady.

### Varšavský arcibiskup
Dne 6. ledna 1862 jej papež bl. Pius IX., jmenoval varšavským arcibiskupem. Toto jmenování následně potvrdila ruská vláda. Biskupské svěcení přijal dne 26. ledna 1862 v Petrohradě z rukou mohilevského arcibiskupa Wacława Żylińského. Spolusvětiteli byli biskupové Henryk Ludwik Plater, Józef Maksymilian Staniewski a Aleksander Kazimierz Bereśniewicz. Dne 9. února téhož roku byl uveden do úřadu.
16. února nařídil otevření kostelů, které byly kvůli protestu a obavě před znesvěcením ruskými vojáky dočasně uzavřeny. V kostelích zakázal zpěvy vlasteneckých zpěvů a jakékoli politické projevy. Pravidelně docházelo ke konfliktům mezi polskými nacionalisty a ruskými okupanty. Snažil se o co nejklidnější řešení situace. Ve Varšavě založil sirotčinec, jehož správou pověřil členky kongregace Sester františkánek Mariiny rodiny, kterou před lety založil.

### Vyhnanství a další působení
V lednu roku 1863 došlo v Polsku k velkému povstání proti ruské nadvládě, které skončilo neúspěchem a bylo brutálně potlačeno. Protestoval vůči represím ze strany Ruského impéria. V březnu roku 1863 napsal dopis ruskému caru Alexandrovi II., ve kterém požadoval, aby byla Polsku udělena politická autonomie a aby byla obnovena jeho hranice před rozdělením. Car jej nato nechal zatknout a poslat do vyhnanství do Gatčiny, a poté do Jaroslavlu. Ruskou mocí byl zbaven úřadu varšavského arcibiskupa a pod pohrůžkou exilu ve Soloveckém monastýru mu byly zakázány kontakty s Varšavou. Papež bl. Pius IX. ve své encyklice Ubi urbaniano vyzval věřící varšavské diecéze, aby jej i nadále považovali za svého arcibiskupa. Roku 1871 se odmítl vzdát své odepřené funkce výměnou z možnost odjet do zahraničí a dostávat penzi s odkazem na skutečnost, že zbavit jej úřadu je oprávněn pouze papež.

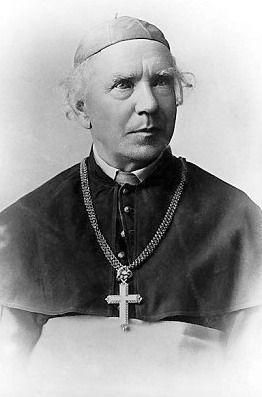
Fotografie

V Jaroslavlu podporoval další polské vyhnance a založil farnost, kterou spravoval. Jeho činnost zde však byla omezována, kdy se jeho bohoslužeb mohli účastnit pouze prověření civilisté. Během exilu také napsal několik děl. Po jednání Svatého stolce s ruskými úřady mu bylo umožněno odejít do zahraničí. Dne 15. března 1883 jej papež Lev XIII. uvolnil z funkce varšavského arcibiskupa a zároveň jej jmenoval titulárním arcibiskupem z Tarsu. Ještě téhož roku odcestoval do Říma. Poté se usadil ve vesnici Dzvinyachka v tehdejším Rakousku-Uhersku (dnešní Ukrajina) u hraběnky, která byla členkou šlechtického roku Kozebrodských. Věnoval se zde intenzivní pastorační činnosti, kdy zde např. založil školu, kostel a klášter jím založené kongregace Sester františkánek Mariiny rodiny, která se mezitím rozrostla. Od ruské vlády obdržel finanční penzi, kterou povětšinou rozdal chudým.
Zemřel po návratu z léčení v Karlových Varech dne 17. září 1895 v Krakově, kde byl také 20. září téhož roku pohřben. Roku 1920 byly jeho ostatky přeneseny do Varšavy, kde jsou od 14. dubna 1921 uchovávány v kryptě katedrály sv. Jana Křtitele.

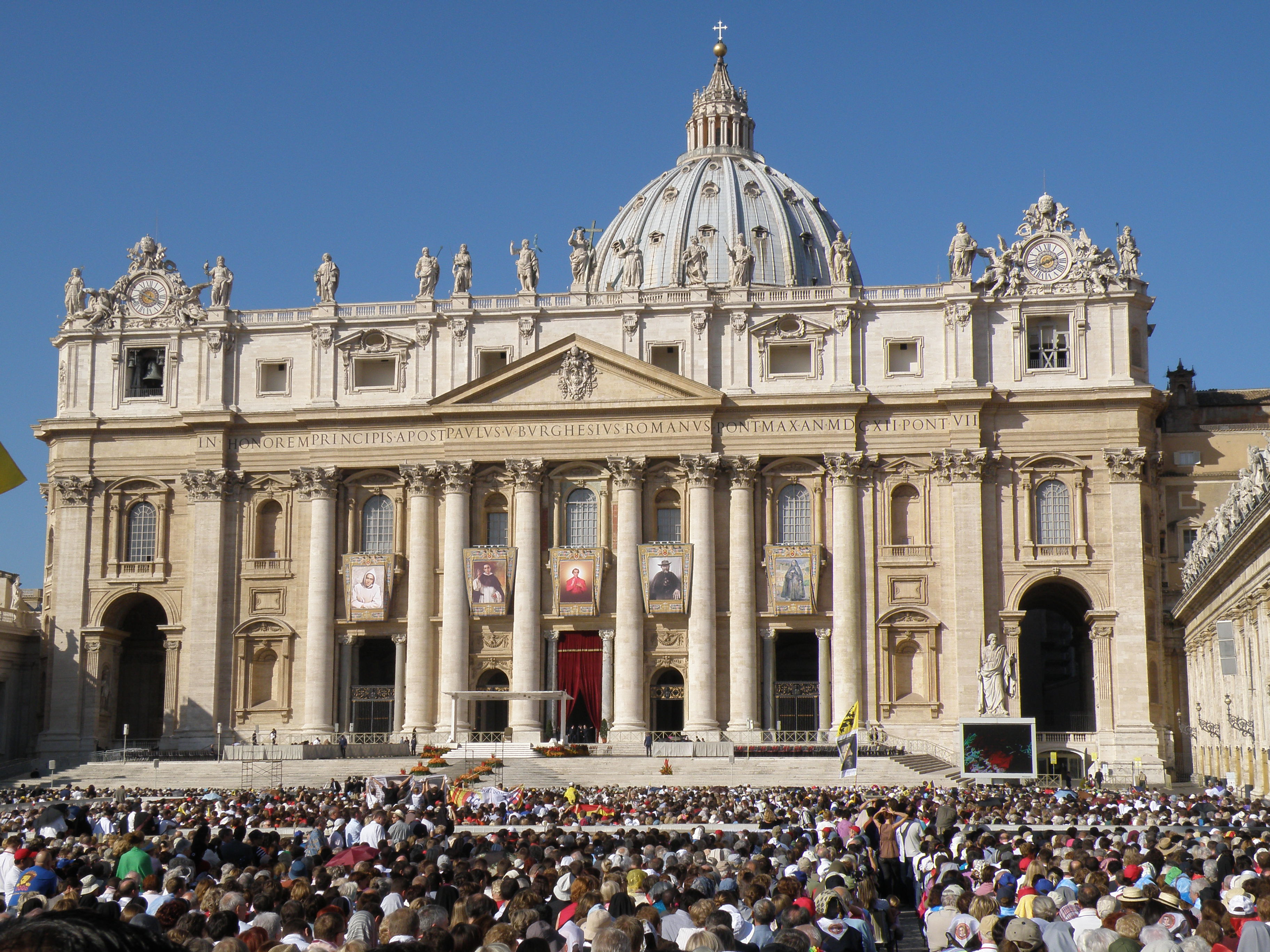
Jeho kanonizační obřad na Svatopetrském náměstí

## Úcta
Jeho beatifikační proces započal dne 31. května 1965. Dne 24. dubna 2001 jej papež sv. Jan Pavel II. podepsáním dekretu o jeho hrdinských ctnostech prohlásil za ctihodného. Dne 5. července 2002 byl uznán první zázrak na jeho přímluvu, potřebný pro jeho blahořečení.
Blahořečen pak byl dne 18. srpna 2002 v parku Błonia v Krakově papežem sv. Janem Pavlem II. Dne 6. prosince 2008 byl uznán druhý zázrak na jeho přímluvu, potřebný pro jeho svatořečení. Svatořečen pak byl dne 11. října 2009 na Svatopetrském náměstí papežem Benediktem XVI.
Jeho památka je připomínána 17. září. Bývá zobrazován v biskupském oděvu.